# علی‌محمد فره‌وشی
علی‌محمد فره‌وشی ملقب به مترجم همایون، یا: علی محمد مترجم همایون فره‌وشی (زاده ۱۲۵۴ - درگذشته ۱۳۴۷)، از پایه‌گذاران مدارس نوین در ایران و از نخستین نویسندگان کتاب‌های درسی جدید برای دانش‌آموزان ایرانی به‌شمار می‌رفت. مترجم همایون همچنین تسلط کم‌مانندی بر زبان فرانسوی داشت و از جمله مترجمان زبردست ایران شناخته می‌شد و از جمله برخی از سفرنامه‌های مهم مستشرقین اروپایی در ایران را برای نخستین بار به فارسی ترجمه نمود.
فره‌وشی یکی از فعالان سیاسی عصر قاجار بود و در تکاپوهای مشروطه خواهی نیز دست داشت. او در حدود سن ۸۶ سالگی، گزارشی از تکاپوهای هم‌مسلکان خویش به نام آزادمردانی که مشعل مشروطیت را برافروختند را نگاشت.

## زندگی‌نامه
علی‌محمد فره‌وشی در در دولت‌آباد اصفهان زاده شد. تحصیلات مقدماتی خود را در زادگاهش به انجام رسانید. سپس برای تحصیل عربی و مبانی طب به تهران رفت و مدتی در تهران تحصیل کرد. و سپس استانبول را برای تکمیل تحصیلات خویش انتخاب کرد و مدتی نیز در آنجا تحصیل نمود. پس از بازگشت از استانبول، در مدرسۀ دارالفنون به فراگیری زبان فرانسه و ریاضیات پرداخت و بعد وارد خدمت وزارت فرهنگ گردید. وی کار خود را در وزارت فرهنگ با سرپرستی دبستان دانش و آموزگاری زبان و ریاضی در مدرسۀ کمالیه شروع کرد. مترجم همایون سپس به‌عنوان کارمند وزارت فرهنگ، و در مناصب و مسئولیت‌های مختلف فرهنگی به شهرهای مختلف ایران، همچون کرمان، زنجان، تبریز، ارومیه و اصفهان انتقال یافت و عمدتاً در رده‌های بالای فرهنگ (آموزش و پرورش) شهرستان‌ها و استان‌های مختلف خدمت کرد. وی در دوران خدمت خویش، مدارس بسیاری را در نقاط مختلف ایران تأسیس نمود.
از جمله مهم‌ترین مسئولیت‌ها و مشاغل او می‌توان به این موارد اشاره نمود: بازرس عالی وزارت فرهنگ، ریاست ادارۀ معارف زنجان، ریاست مدرسۀ معقول و منقول چهارباغ اصفهان، سرپرستی مدارس ارامنه در جلفا، سرپرستی آموزشگاه‌های زرتشتیان در تهران.
وی در کنار مشاغل مهم خود در وزارت فرهنگ، به کار تألیف و ترجمه نیز اشتغال داشت و علاوه بر تألیف برخی کتاب‌های درسی مدارس، ترجمه‌ها و تألیفات متعدد دیگری در زمینه‌های گوناگون دیگر نیز از خود به یادگار گذاشت.

## درگذشت
وی سرانجام در سال ۱۳۴۷ خورشیدی و در سن ۹۴ سالگی در تهران درگذشت.

## زندگی شخصی
بهرام فره‌وشی، زبان‌شناس، و متخصص زبان‌های ایرانی و فرهنگ ایران باستان، فرزند وی است. 

## آثار
از علی‌محمد مترجم همایون فره‌وشی، ترجمه‌های زیادی از کتاب‌های مربوط به ایران و همین‌طور چندین تألیف درسی در رشته‌های گوناگون برای مدارس به یادگار باقی مانده‌است. از جمله آثار وی می‌توان به موارد ذیل اشاره کرد:

### تألیفات
- حساب سال اول
- حساب مقدماتی
- اصول جبر و مقابله
- حساب مظفری
- حساب نوین
- حل المسائل جبر
- هندسه
- علم الاشیاء
- جغرافیای راهنما
- دستور دانش
- باستان نامه
- ایرانی که من شناخته‌ام

### ترجمه‌ها

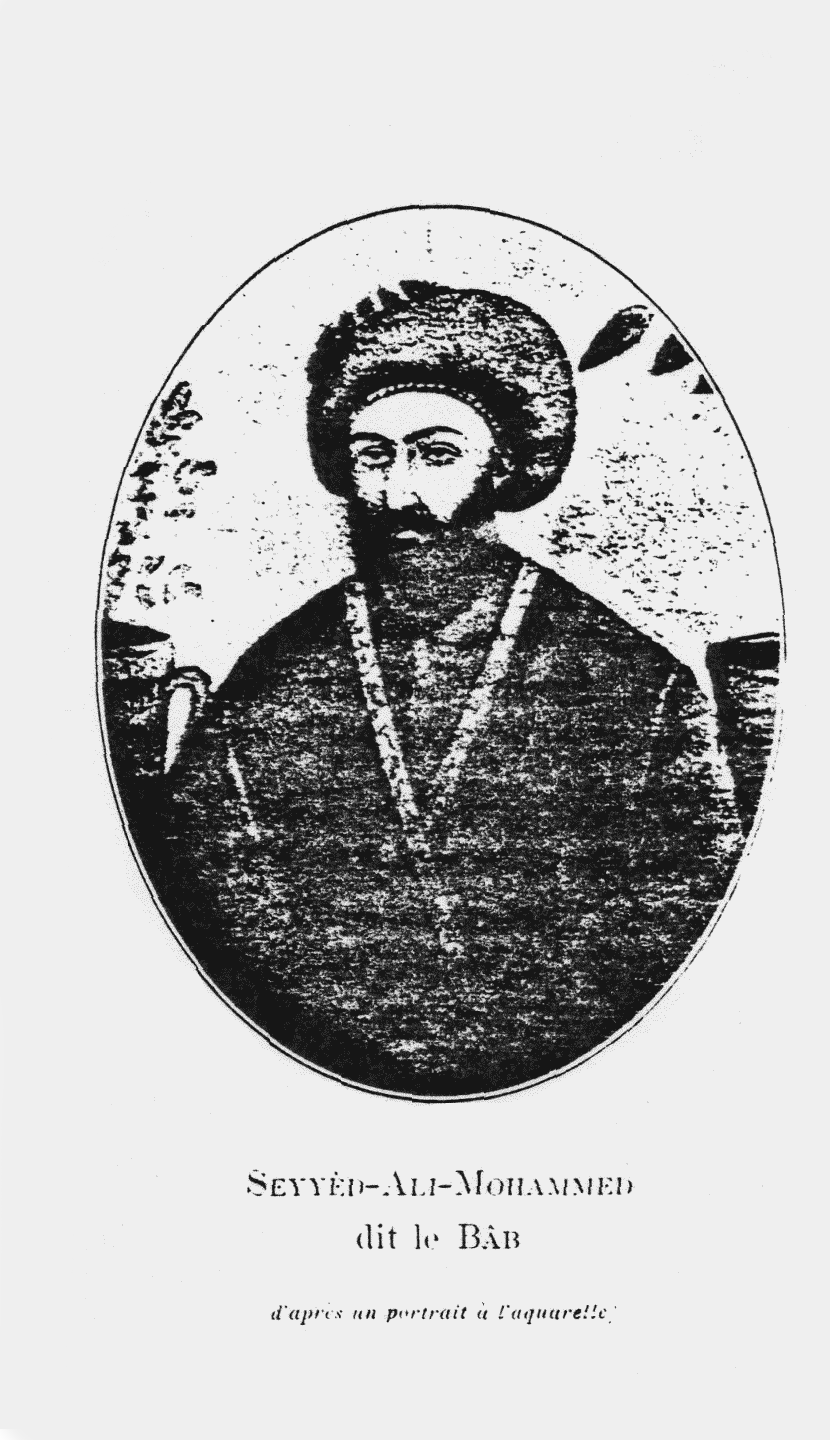
تصویر جلد کتاب «مذاهب ملل متمدنه»

- مذاهب و فلسفه در آسیای وسطی نوشتۀ آرتور دوگوبینوکه در زمان حیات سید علی‌محمد شیرازی، سفیر فرانسه در ایران بود. فره‌وشی خود را در این کتاب با نام (ع- ف) معرفی نموده‌است.[۶]
- ترجمۀ سفرنامۀ مادام ژان دیولافوا (سفرنامۀ ایران، کلده و شوش)
- ترجمۀ سفرنامه از خراسان تا کشور بختیاری، نوشتۀ: هانری رنه دالمانی (این سفرنامۀ مهم، در سال ۱۳۳۳ خورشیدی، توسط عبدالحسین صنعتی‌زاده کرمانی از اروپا به ایران آورده شد و ابراهیم رمضانی مدیر کتابفروشی ابن‌سینا آن را خریداری نمود و برای ترجمه در اختیار علی‌محمد فره‌وشی متخلص به مترجم همایون گذاشت.[۷])
- ترجمۀ روبنسون سوئیس
- خاطرات و سفرنامه موسیو نیکیتین کنسول سابق روس در ایران

## دربارهٔ او
مهدی بامداد در کتاب شرح حال رجال ایران، ضمن تجلیل از علی‌محمد مترجم همایون فره‌وشی، وی را از خدمتگزاران حقیقی فرهنگ ایران و از معلمان کهنسالی دانسته که سالیان دراز در تهران و بسیاری از شهرهای ایران، چون زنجان، ارومیه، کرمان، تبریز و اصفهان، سمت‌های مهم فرهنگی داشته است. وی همچنین فره‌وشی را از معلم‌های بسیار خوب وزارت فرهنگ می‌داند، که شاگردانش از معلومات و تدریس او، خوب استفاده می‌کردند و به‌لحاظ اخلاقی نیز، مرد بسیار نیکی بود.